# That’s What You Get
That’s What You Get – singel poppunkowego zespołu Paramore, z albumu Riot!. Jest to czwarty singel z albumu Riot! wydany w Wielkiej Brytanii, a trzeci w Stanach Zjednoczonych. 22 marca 2008 odbyła się radiowa premiera singla w Australii, a 24 marca odbyła się radiowa premiera w Stanach Zjednoczonych.
Teledysk do piosenki po raz pierwszy wyemitowany został przez MTV Two, 24 marca 2008 roku. Reżyserem klipu jest Marcos Siega, zaś sam klip kręcony był 2–3 marca 2008 roku w Nashville, Tennessee.

## Certyfikaty i sprzedaż
| Kraj                     | Certyfikat      | Sprzedaż   |
| ------------------------ | --------------- | ---------- |
| Stany Zjednoczone (RIAA) | platynowa płyta | 1 000 000+ |
| Wielka Brytania (BPI)    | srebrna płyta   | 200 000+   |